# تمرد العبيد

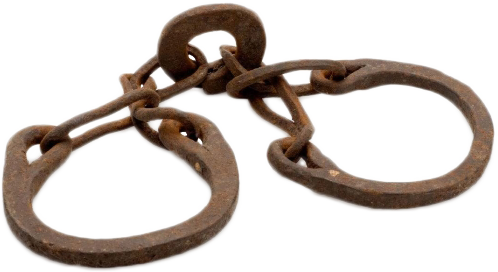

تمرد العبيد أو ثورة العبيد (بالإنجليزية: Slave rebellion)‏ انتفاضة مسلحة من قبل العبيد . وقد حدثت ثورات العبيد في جميع المجتمعات تقريبا التي تمارس نظام العبودية ، وهي من بين أكثر فعاليات التي يخشاه المستعبدين. ومن بين
تمردات العبيد الأكثر شهيرة تاريخياً تلك التي كانت تحت قيادة العبد الروماني سبارتاكوس ، هرب مع 70-80 مجالد. تُعدّ الثورة الهايتية في القرن الثامن عشر أنجح حركة تمرد عبيد في التاريخ، والتي قادها توسان لوفرتور ولاحقًا جان جاك ديسالين اللذين انتصرا في الحرب ضد حكامهما المستعمرين الفرنسيين، أسست تلك الثورة البلاد التي كانت تُعرف سابقًا باسم سانت دومينغ. قاد تمردات العبيد التاريخية الشهيرة الأخرى العبد الروماني سبارتاكوس (73-71 قبل الميلاد)، وكذلك العبد توني (عبد اسكندنافي)، الذي تمرد ضد الحاكم السويدي أونجنثيو، وهو تمرد لزم المساعدة الدنماركية ليُقمع. في القرن التاسع، قاد الشاعر الرسول علي بن محمد عبيد شرق أفريقيا المجلوبين من العراق خلال ثورة الزنج ضد الخلافة العباسية.
كانت مربية المارون قائدةً في القرن الثامن عشر قادت تمرّدًا ضد البريطانيين في جامايكا، وازدهرت كويلومبو دوس بالمارس البرازيلية بقيادة غانغا زومبا. كانت انتفاضة الساحل الألماني عام 1811 في إقليم أورليانز أكبر تمرد في الولايات المتحدة القارية، وتمرد دنمارك فيسي في كارولاينا الجنوبية، ماديسون واشنطن خلال قضية الكريول في الولايات المتحدة الأمريكية في القرن التاسع عشر.
كان لدى أسبرطة القديمة نمط خاص من الأقنان أُطلق عليهم هيلتوس، عوملوا في كثير من الأحيان بقسوة، الأمر الذي قادهم إلى التمرّد. بحسب هيرودوت، فاق عدد الهيلتوس سبعة أضعاف عدد الأسبارطيين. ووفقًا لما ذكره فلوطرخس، أعلن مبدئيًا الإيفور (قادة سبارتا القدماء)، في كل خريف، الحرب على شعب الهيلتوس بحيث يمكن لأي مواطن أسبارطي قتل هيلوت دونما رهبة من الدماء أو إحساسًا بالذنب، بهدف إبقائهم تحت السيطرة.
في الإمبراطورية الرومانية، على الرغم من عمل الطبيعة غير المتجانسة لسكان العبيد ضد الإحساس القوي بالتضامن، إلا أن ثورات العبيد قد وقعت وعوقبت بشدة. قاد سبارتاكوس أشهر تمرد عبيد في أوروبا بإيطاليا الرومانية، التي دُعيت حرب العبيد الثالثة، أسفرت هذه الحرب عن صلب 6000 من العبيد المتمردين الناجين على امتداد الطرق الرئيسية المؤدية إلى روما. كانت هذه الحربَ الثالثة في سلسلة حروب العبيد المنفصلة، خاضها العبيد ضد الرومان.
أدت ثورة الفلاحين الإنكليزية عام 1381 إلى دعوات لإصلاح الإقطاعية في إنكلترا وزيادة في حقوق الأقنان. كانت ثورة الفلاحين واحدة من عدد من الثورات الشعبية في أواخر العصور الوسطى في أوروبا. وافق ريتشارد الثاني على الإصلاحات بما في ذلك الإيجارات العادلة وإبطال العبودية. بعد انهيار الثورة، سرعان ما أُلغيت تنازلات الملك، إلا أن التمرّد مهم لأنه يمثل بداية نهاية القنانة في إنكلترا العصور الوسطى.
صُنّف العبيد في روسيا عادة على أنهم خُلُوبس. حاز سيد الخولوب على قوة غير محدودة خلال حياته. ظلت العبودية المؤسسة الرئيسية في روسيا حتى عام 1723، عندما حول بطرس الأكبر العبيد إلى أقنان منزلية. حُوّل العبيد المزارعون الروس رسميًا إلى أقنان في وقت مبكر من عام 1679. خلال القرنين السادس عشر والسابع عشر، شكل الأقنان الفارّون والخولوبس المعروفون باسم القوزاق ("الخارجون عن القانون") مجتمعات مستقلة في السهول الجنوبية. ظهرت العديد من التمردات ضد العبودية والقنانة، وغالبًا ما تجلّت مقترنةً مع انتفاضات القوزاق، مثل انتفاضات إيفان بولوتنيكوف (بين عامي 1606 و1607)، وستينكا رازين (بين عامي 1667 و1671)، وكوندراتي بولافين (بين عامي 1707 و1709)، وإميليان بوغاتشيف (بين عامي 1773 و1775) وغالبًا ما شملت مئات الآلاف وأحيانًا الملايين. تفشت الحالة بين نهاية تمرد بوغاتشيف وبداية القرن التاسع عشر، بالمئات في جميع أنحاء روسيا.
وقعت العديد من تمردات العبيد الأفارقة في أمريكا الشمالية خلال القرن السابع عشر والثامن عشر والتاسع عشر. هناك أدلة موثقة على أكثر من 250 انتفاضة أو محاولة انتفاضة شملت عشرة أو أكثر من العبيد. ثلاثة من أشهَر تلك الانتفاضات في الولايات المتحدة خلال القرن التاسع عشر هي ثورات غابرييل بروسر في منطقة ريتشموند بولاية فرجينيا عام 1800، وانتفاضة دنمارك فيسي في تشارلستون في كارولاينا الجنوبية عام 1822، وانتفاضة نات تيرنر في مقاطعة ساوثهامبتون في فرجينيا عام 1831. لم تلقَ مقاومة العبيد في حقبة الجنوب ما قبل الحرب اهتمام المؤرخين الأكاديميين حتى أربعينيات القرن الماضي، عندما بدأ المؤرخ هربرت أبتيكر بنشر أول عمل علمي جاد حول هذا الموضوع. أكّد أبتيكر على كيفية تجذُّر التمردات في الظروف الاستغلالية لنظام العبيد الجنوبي. بحث أبتيكر في المكتبات والمحفوظات في جميع أنحاء الجنوب، وتمكن من اكتشاف ما يقارب 250 حالة مماثلة.

## الشرق الأوسط
كانت ثورة العبيد تتويجًا لسلسلة من الثورات الصغيرة. وقعت بالقرب من مدينة البصرة في جنوب العراق على مدار خمسة عشر عامًا (بين عامي 869 و883 ميلادي). نمت الثورة لتشمل أكثر من 500000 عبد استورِدوا من جميع أنحاء الإمبراطورية الإسلامية.

## أوروبا ودول البحر المتوسط
في القرن الثالث قبل الميلاد، قاد دريماكوس ثورات عبيد على تجارتهم من خيوس، وانتقل إلى التلال وأدار مجموعة من الهاربين في العمليات ضد أسيادهم السابقين.
كانت حروب العبيد الرومانية (منذ 135 إلى 71 قبل الميلاد) سلسلة من ثورات العبيد داخل الجمهورية الرومانية.
- وقعت الحرب الأولى والثانية في صقلية.
- وقعت حرب العبيد الثالثة (بين عامي 73 و71 قبل الميلاد) في الجزيرة الإيطالية. أصبح سبارتاكوس، الغلادياتر الهارب مفترضًا من تراقيا، أبرز زعماء المتمردين؛ فيما قام ماركوس ليكينيوس كراسوس بقمع المتمردين. يعتبر الكثير من المتمردين الحديثين (مثل رابطة سبارتاكوس) سبارتاكوس شخصية بطولية بارزة.
- وقد حدثت ثورات عبيد أخرى في أماكن أخرى.
- وعد أوومنيس الثالث، ملك بيرجامون بين عامي 133 و129 قبل الميلاد، بعتق العبيد لحشد الدعم ضد الجمهورية الرومانية.

وقع عدد من ثورات العبيد في منطقة البحر الأبيض المتوسط خلال الفترة الحديثة المبكرة:
- عام 1748: ثار العبيد المجريون والجورجيون والمالطيون على متن السفينة العثمانية لوبا فتمرّدوا وأبحروا بالسفينة إلى مالطا.
- عام 1749: حدثت مؤامرة العبيد، حيث خطّط العبيد المسلمون في مالطا على التمرد والاستيلاء على الجزيرة، إلا أنّ الخطط تسربت مسبقًا وأُلقي القبض على المتمردين المحتملين وأُعدم الكثير منهم.
- عام 1760: ثار العبيد المسيحيون على متن السفينة العثمانية كورونا أوتومانا وأبحروا السفينة إلى مالطا.[8]

## أمريكا الجنوبية والكاريبي

### البرازيل
حدثت العديد من تمردات العبيد في البرازيل، وكان أشهرها ثورة باهيا في الفترة ما بين عامي 1822 و1830، وثورة الذكور أو ما عُرفت بالثورة الكبرى عام 1835، التي قادها في الغالب عبيد مسلمون من غرب أفريقيا في ذلك الوقت. استُخدم مصطلح malê  عادة للإشارة إلى المسلمين في ذلك الوقت، وهي مشتقّة من كلمة imale (بمعنى الإسلام) بلغة اليوربا.

### أفريقيا
في عامي 1808 و1825، حدثت تمردات للعبيد في مستعمرة كيب، التي احتلّها البريطانيون حديثًا. على الرغم من إلغاء تجارة الرق أو العبيد رسميًا في الإمبراطورية البريطانية بموجب قانون تجارة الرق لعام 1807، وأُلغيت العبودية نفسها بعد جيل مع قانون إلغاء العبودية لعام 1833، فقد استغرق الأمر حتى عام 1850 لإنهائها في المناطق التي أصبحت حاليًا جنوب أفريقيا.